# Anomala nigromarginata
Anomala nigromarginata är en skalbaggsart som beskrevs av Ohaus 1938. Anomala nigromarginata ingår i släktet Anomala och familjen Rutelidae. Inga underarter finns listade i Catalogue of Life.